# Leo Laurens
Leo Laurens (Itegem, 30 juli 1952) is een voormalig Belgische darter. Zijn bijnaam luidt The Lion of Antwerp (De Leeuw van Antwerpen). Hij speelde van 1988 tot 1999 voor de World Darts Federation. In 1997 haalde hij de kwartfinale van het WK van de BDO. Dat was zijn beste resultaat op het WK. In de Winmau World Masters kwam hij in 1988, 1993 en 1995 niet verder dan de eerste ronde. Op de Dutch Open haalde hij twee keer de finale. In 1990 won hij de finale van Graham Miller uit Engeland met 3-0. In 1992 won hij de finale van Paul Hoogenboom uit Nederland.

## Resultaten op Wereldkampioenschappen

### BDO
- 1989: Laatste 32 (verloren van Rick Ney met 1-3)
- 1990: Laatste 16 (verloren van Mike Gregory met 1-3)
- 1994: Laatste 16 (verloren van Magnus Caris met 0-3)
- 1996: Laatste 32 (verloren van Raymond van Barneveld met 0-3)
- 1997: Kwartfinale (verloren van Steve Beaton met 3-4)

### WDF

#### World Cup
- 1989: Laatste 16 (verloren van Paul Lim met 3-4)
- 1991: Laatste 32 (verloren van Phil Taylor met 0-4)
- 1993: Kwartfinale (verloren van Troels Rusel met 2-4)
- 1995: Laatste 16 (verloren van Eric Burden met 3-4)

## Erelijst
- Belgisch Kampioen in 1989, 1990, 1992
- Gouden beker single in 1988, 1993, 1996
- Gouden beker dubbel in 1987
- Deelname world championship darts in 1989, 1990, 1994, 1996, 1997
- Dutch Open in 1990, 1992
- Antwerp Open in 1990
- French Open in 1992
- North Holland Open in 1995